# Castelo da Boa Esperança
O Castelo da Boa Esperança (em inglêsː Castle of the Good Hope) é um forte construído entre os anos de 1666 e 1679, que está localizado na Cidade do Cabo, na África do Sul. É um Patrimônio Nacional e, atualmente, é a sede do Comando da Província Ocidental e abriga o Museu Militar e o Museu Iziko, que possui em seu acervo a Coleção William Fehr.

## História
Em 1652, o comandante Jan van Riebeeck constrói um pequeno forte, de barro e madeira, para servir de posto avançado do Cabo da Boa Esperança para a Companhia Holandesa das Índias Orientais. Este forte foi construído em Table Valley, perto da praia e a leste do rio Fresh.
No ano de 1664, os Países Baixos e Inglaterra ameaçaram iniciar uma guerra marítima entre eles, então, em 1666, a Companhia Holandesa das Índias Orientais iniciou a construção do castelo, substituindo o pequeno forte, para fornecer uma maior proteção ao assentamento. O novo forte foi construído aproximadamente a 223 metros a leste do antigo forte. Em 1667, com o fim da guerra, as obras foram interrompidas, com apenas dois bastiões prontos. Em 1672, deu-se início a um novo conflito entre os dois países, e as obras do forte foram retomadas. No ano de 1674, o antigo forte é desativado e a nova fortificação é ocupada, mesmo com as obras em andamento. E em 26 de abril de 1679, as obras são finalizadas.
Em 1695, o castelo passa a ser a sede do governo holandês e a Companhia Holandesa das Índias Orientais constrói a residência oficial do governador e um salão do conselho.
Em 1795, o castelo passa a servir de quartel-general militar e sede do governo britânico. Em 1811, gradativamente a sede do governo britânico foi sendo transferida e só permanecendo os serviços militares no castelo.
Entre os anos de 1899 e 1902, durante a Segunda Guerra dos Bôeres, as celas e câmaras de torturam do castelo foram usadas pelos britânicos.
Em meados do século XIX, as autoridades britânicas tentam demolir o castelo por diversas vezes, mas cidadãos africâner impediram. Em um dos acontecimentos, a ferrovia da cidade precisava ser ampliada, e para a passagem da ferrovia, Cecil Rhodes queria demolir os bastiões Katzenellenbogen e Buuren, e a bateria Imhoff completa. Marie Koopmans-de Wet, uma mulher proeminente com raízes holandesas, impediu que acontecesse. E somente a bateria Imhoff foi demolida para a passagem da via ferroviária.
No ano de 1907, o castelo passa a pertencer à Força de Defesa da União, a qual pertence até os dias de hoje. Em 17 de abril de 1936, o castelo recebe o título de Patrimônio Provincial, sob o número de gazeta 2346. E em 14 de outubro de 2016, é substituído para Patrimônio Nacional, sob o número de gazeta 40346.

## Arquitetura

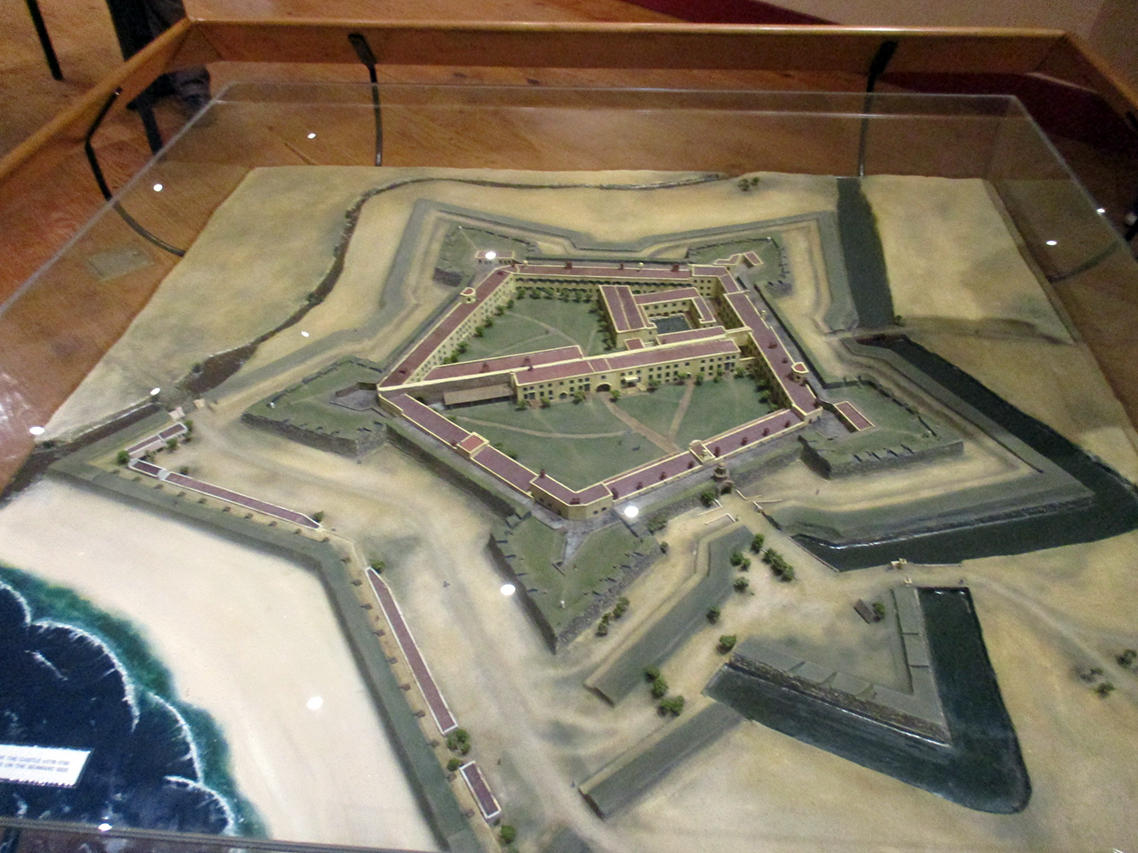
Maquete do Castelo da Boa Esperança

O castelo foi construído conforme os princípios do antigo sistema de defesa dos Países Baixos do início do século XVII, com paredes inclinadas e mais largas na base, para desviar o impacto de balas de canhão, e em planta pentagonal, para possibilitar atacar os invasores pelos flancos. As obras foram chefiadas pelo engenheiro Peter Dombaer, tendo como carpinteiro Adriaan van Braeckel e mestre de obras Douwe Gerbrandtz Steyn. Escravos eram usados para obter materiais de construção, como pedra, cal queimada de conchas e madeira, e a construção era feita por soldados.
O material usado na construção do castelo veio de diversas regiões. As pedras vieram de uma pedreira de Signal Hill (atual Waterkant); as conchas, usadas na argamassa de cal, vieram das praias de Robben Island, e posteriormente de Baía de Saldanha, devido ao esgotamento do material no primeiro local; e os tijolos vieram da Holanda.
As fundações do forte foram construídas sobre um leito rochoso, com 3 metros de largura e de 3 a 6 metros de profundidade. Foi construído um fosso de 25 metros ao redor do forte. A planta possui formato pentagonal com bastiões em cada canto, denominados Leerdam, Buren, Katzenellenbogen, Nassau e Orange. As paredes que ligam os bastiões possuem 150 metros de comprimento e a lateral de cada bastião possui ângulo reto com a parede adjacente. Havia um depósito de pólvora sob cada bastião. O bastião Buren, ao norte, abrigava os aposentos de alguns dos oficiais e homens. No topo do bastião, foram montados canhões de 12, 18 e 24 pounder. O bastião Katzenellenbogen, ao leste, possuía o mastro da bandeira, abaixo dela estava o "buraco negro" e outras celas. O bastião Nassau, a sudeste, abrigava um grupamento de armazéns e escritórios. O bastião Orange, ao sul, abrigava os alojamentos dos guardas do arsenal; e os aposentos e oficinas dos armeiros. Entre os bastiões Nassau e Katzenellenbogen havia um porto sally com portas de ferro.
A antiga entrada do castelo situava-se entre os bastiões Buren e Katzenellenbogen, posteriormente foi transferida para entre os bastiões Buren e Leerdam. Na entrada há um frontão com o brasão de armas dos Países Baixos, e nas arquitraves os brasões de Amsterdão, Roterdão, Delft, Zelândia, Hoorn e Enkhuizen. Acima da entrada, foi construído um campanário com tijolos klompies e instalado um sino, que foi fundido em Amesterdão no ano de 1697.
Foi construída uma muralha Kat cruzando o pátio, desde o bastão Katzenellenbogen até a parede entre os bastiões Leerdam e Orange. A muralha foi construída com 12 metros de altura e um portão conectando os pátios, e acima do portão há um relógio de sol.
Posteriormente, à direita do portão da muralha Kat foi construída a residência do govenador e o salão do conselho, tendo Thibault como arquiteto e Anreith como escultor. E à esquerda do portão, foi construída a residência do Secunde sobre as adegas de grãos.

## Lendas
Há algumas histórias de aparições fantasmagóricas no castelo. A aparição mais proeminente é da Lady Anne Barnard, esposa do Secretário Colonial britânico e moradora do castelo nos anos de 1800. Dizem que em algumas noites, seu espírito ilumina o salão de baile com música e alegria, e rapidamente o ambiente escurece novamente, só deixando um cheiro de perfume no ar. Há relatos de outras aparições, como a Senhora de Cinza, que foi vista pelo menos três vezes, até o ano de 1947; e a aparição de quatro acusados de liderar um motim na época da construção do castelo. É relatado que os espíritos dos quatro líderes são vistos ao redor do bastião  Leerdam. Também há relatos de aparições, pelos corredores do castelo, do espírito do ex-governador Pieter Gijsbert (1727 a 1729), que condenou uma pessoa à morte, e essa pessoa o amaldiçoou; e na mesma tarde o governador morreu.

## Turismo
O castelo está aberto ao público todos os dias, com entrada paga. É um dos principais pontos turísticos da cidade. As visitas podem ser guiadas ou feitas por conta própria. No local há uma cafeteria com mesas ao ar livre e uma loja de souvenires.